# Функциональные композиты
Функциональные композиты (англ. functional composites) — композиты, совокупность функциональных свойств которых, за исключением механических, не может быть реализована для каждого из их компонентов по отдельности.

## Описание
К наиболее известным группам функциональных композитов относятся композиты со специальными электрическими, магнитными и оптическими свойствами. Характерным примером композитов, для которых определяющее значение имеют электрические свойства, являются дисперсоиды, ионный транспорт в которых практически полностью протекает по межфазным границам матрицы и наполнителя.
Функциональными нанокомпозитами являются и многие из современных высокотемпературных сверхпроводящих материалов, в которых увеличение критического тока достигается путём введения в них нановключений других фаз с целью создания дополнительных центров пиннинга. Реализация эффектов гигантского и туннельного магнетосопротивления и устройств на их основе возможна только при наличии многофазных структур — магнитных нанокомпозитов.
Важной особенностью многих функциональных композитов является возможность реализации в них производных свойств (product properties). Примером может служить сочетание магнитострикции фазы A и пьезоэлектричества фазы B — «магнитоэлектрический» эффект в композите.
К функциональным композитам относятся и многие фотонные кристаллы, в которых и матрица, и наполнитель являются твердыми фазами; примером такого композита являются опал и опалоподобные структуры.
К функциональным композитам можно отнести и многие биоматериалы, в которых основные функциональные компоненты защищены от взаимодействия со средой организма при помощи биосовместимых покрытий.